# Salina de Salins-les-Bains
La salina de Salins-les-Bains són un conjunt de dues velles salines, ubicades a Salins-les-Bains, en el departament de Jura, França. Està inscrit a la llista del Patrimoni de la Humanitat de la UNESCO des del 1982
Lloc de la producció industrial de la sal ignigiene, són amb les Salines de Lons-le-Saunier, entre les més antigues conegudes en actiu durant uns 7.000 anys.